# Alberto D'Alotto
Alberto Pedro D'Alotto (Buenos Aires, 2 de octubre de 1953) es un diplomático de carrera argentino. Se desempeñó como Secretario de Relaciones Exteriores de la Nación, como representante permanente ante la Oficina de la Organización de las Naciones Unidas en Ginebra y como embajador en Sudáfrica.

## Biografía
Estudió derecho en la Universidad Complutense de Madrid, graduándose en 1981. Realizó una maestría en ciencias políticas en la Universidad de París. Ingresó al servicio exterior argentino en 1983.
A lo largo de su carrera, cumplió funciones en el Ministerio de Relaciones Exteriores y Culto de la Nación, en las áreas de Derechos Humanos (1984-1986), Cooperación Internacional (1991-1992), Política Exterior (1993) y Administración (1998-1999). Fue director de Derechos Humanos entre 2000 y 2001. En el extranjero, cumplió funciones en la misión argentina ante la Oficina de la Organización de las Naciones Unidas en Ginebra (1986-1991), y en las embajadas argentinas en Estados Unidos (1994-1996) y Uruguay (1996-1998).
Entre 2001 y 2006 fue consejero de asuntos económicos y sociales, y representante permanente adjunto en la misión permanente de Argentina ante las Naciones Unidas en Nueva York. De 2007 a 2010 fue jefe de gabinete del canciller Jorge Taiana.
En junio de 2010, cuando Héctor Timerman fue nombrado ministro de Relaciones Exteriores y Culto, D'Alotto fue designado Secretario de Relaciones Exteriores (viceministro). Ocupó el puesto hasta diciembre de 2011, cuando fue sucedido por Eduardo Zuain.
Tras dejar el cargo, fue designado representante permanente de Argentina ante la Oficina de las Naciones Unidas en Ginebra, presentando sus cartas credenciales ante el director de la oficina, Kasim-Yomart Tokaev, el 3 de febrero de 2012. También fue representante ante la Organización Mundial del Comercio (OMC). Entre 2013 y 2015 fue representante argentino en el Consejo de Derechos Humanos de las Naciones Unidas.
En diciembre de 2018 fue designado embajador en Sudáfrica, presentando sus cartas credenciales ante el presidente sudafricano Cyril Ramaphosa, el 15 de mayo de 2019.
Fue profesor en la Universidad de Buenos Aires y en la Universidad Torcuato Di Tella.